# Prostynia (powiat drawski)
Prostynia (niem. Wildforth) – wieś sołecka w Polsce położona w województwie zachodniopomorskim, w powiecie drawskim, w gminie Kalisz Pomorski. W latach 1975–1998 miejscowość administracyjnie należała do województwa koszalińskiego. W roku 2007 wieś liczyła 86 mieszkańców.
Wsie chodzące w skład sołectwa: Głębokie, Jaworze.

## Geografia
Wieś leży ok. 10 km na zachód od Kalisza Pomorskiego, ok. 200 m na wschód od rzeki Drawy, ok. 800 m na północ od linii kolejowej nr 403, ok. 1,5 km na północ od drogi krajowej nr 10.

## Historia
Pozostałością pierwszego osadnictwa jest stożkowe grodzisko średniowieczne. Przez wieś od XIII wieku biegła Droga margrabiów z Berlina przez Nową Marchię do Gdańska. Być może tutaj, na moście (In ponte Drawe) nazywanym potem Laskoń, od zaginionej wsi, w 1273 roku odbyło się spotkanie księcia gdańskiego Mściwoja II z margrabiami brandenburskimi. W 1748 roku w Woldfort mieszkał Martin Schwand. W 1939 roku żyły w tej miejscowości 294 osoby.

## Kultura i sport
We wsi znajduje się świetlica wiejska oraz plac zabaw.